# Mathilde Rosier
Mathilde Rosier (* 1973 in Paris) ist eine französische bildende Künstlerin. Sie arbeitet medienübergreifend in den Bereichen Videokunst, Performances, Objektkunst und Malerei.
Nach dem Studium der Wirtschaftswissenschaften von 1991 bis 1994 an der Dauphine Universität in Paris folgte von 1997 bis 1999 ein Kunststudium an der École nationale supérieure des beaux-arts in Paris.
Rosier lebt und arbeitet in Molesme, Frankreich.

## Stipendien
- 2002 Rijksakademie van beeldende kunsten / Dutch Ministry of Education, Culture and Science, NL
- 2001 Ministère des Affaires Etrangères (AFAA) et Ministère de la Culture et de la Communication (DAP), FR
- 2001 Rijksakademie van Beeldende Kunsten / Dutch Ministry of Education, Culture and Science, NL

## Öffentliche Sammlungen
- Kadist Art Foundation, Paris